# Sead Ramović
Sead Ramović (Stoccarda, 14 marzo 1979) è un allenatore di calcio ed ex calciatore tedesco di ruolo portiere, tecnico dello Young Africans.

## Carriera

### Giocatore

#### Club
Ramović ha iniziato la carriera con lo Stuttgarter Kickers, per poi passare al Wolfsburg. Ha esordito nella Bundesliga il 30 marzo 2002, schierato titolare nella sconfitta per 3-0 sul campo del Norimberga.
Si è trasferito poi al Kickers Offenbach e, in seguito, ai norvegesi del Tromsø. Ha debuttato nell'Eliteserien il 13 agosto 2006, nella vittoria per 3-2 contro l'HamKam.
È passato poi ai turchi del Sivasspor e, dal 2011, agli ucraini del Metalurh Zaporižžja. Ha militato poi nei serbi del Novi Pazar. Il 17 novembre 2011 è stato annunciato il suo passaggio al Lillestrøm, a partire dal 1º gennaio successivo. Il 31 ottobre 2013, ha firmato un contratto valido fino al termine della stagione con i danesi del Vendsyssel.
Il 21 marzo 2014, ha firmato un contratto annuale con lo Strømsgodset. Il 21 maggio successivo, ha rescisso l'accordo che lo legava al club. Il 6 aprile 2016 è tornato a Tromsø per assistere agli allenamenti della squadra, asserendo d'essersi ritirato dall'attività agonistica e di voler diventare preparatore dei portieri in Germania.